# Монокини (купальник)
Моноки́ни — группа разновидностей купального костюма.
Сейчас так называют цельный купальный костюм (слитный, трикини, слингкини).
Первоначально так называли купальный костюм, полностью или частично обнажающий грудь женщины, например цельный купальник с открытой грудью, так и женские плавки без верха.
Позднее так стали называть любой купальник, состоящий из одной части.

## История

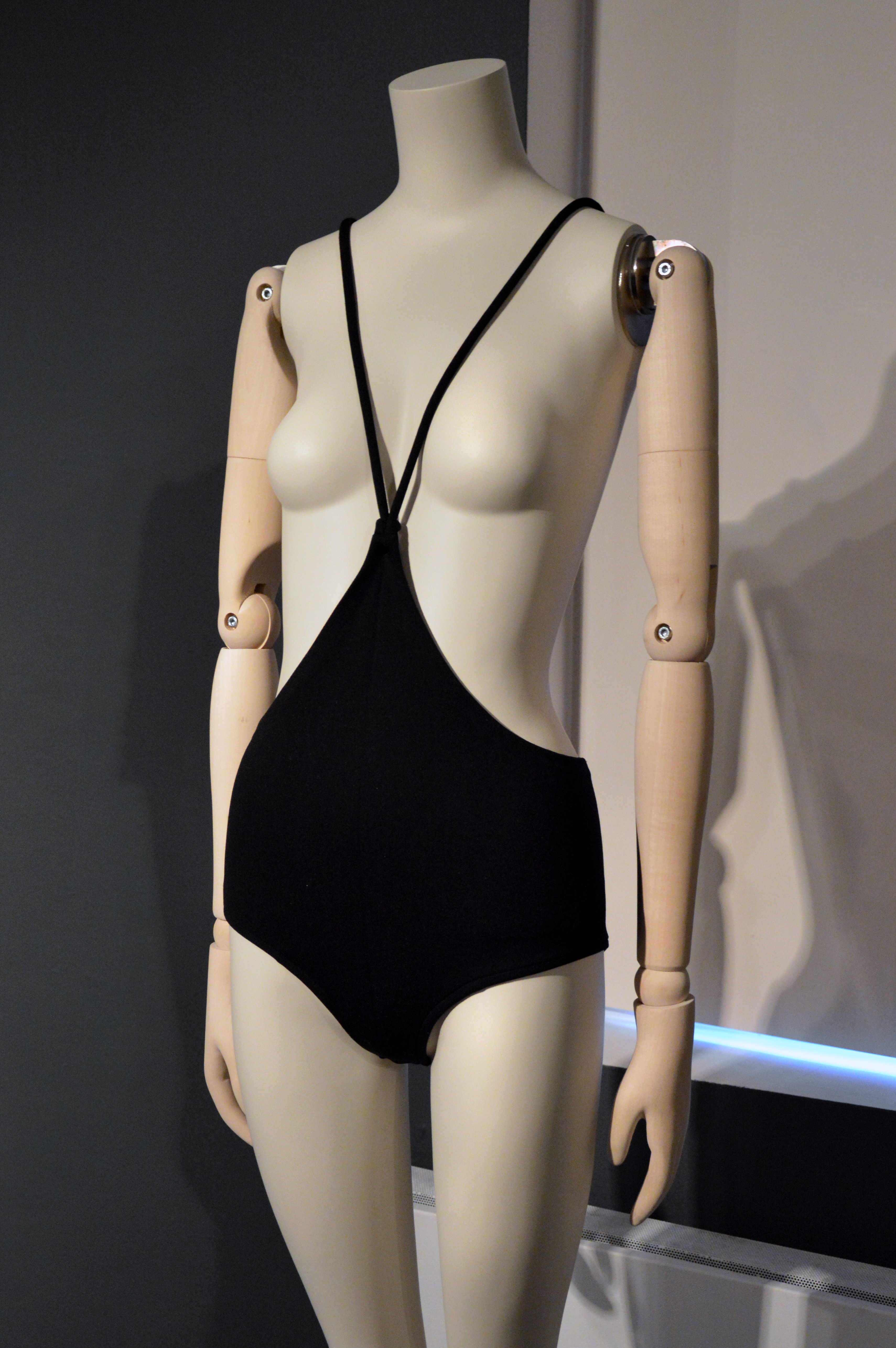
Монокини Руди Гернрайха образца 1964 года

Эта разновидность женского купальника была разработана американским модельером немецкого происхождения Руди Гернрайхом в 1964 году. Она представляла собой цельный купальник, доходящий до диафрагмы и заканчивающийся ниже груди. Бретели, проходящие между грудьми, проходя через плечи, доходили до низа сзади, где соединялись с низом.
Гернрайх разработал свой купальник в знак протеста против общества, которое «подавляет свободу выражения». Первоначально он не ставил целью его коммерческое производство, но Сьюзан Керленд с журнала Look уговорила его сделать монокини доступным широкой публике. Когда первая фотография купальника, который демонстрировала модель Пегги Моффитт, появилась 3 июня 1964 в журнале мод Women's Wear Daily (фотограф Уильям Клэкстон) [12], это принесло много противоречивых отзывов в США и в других странах. Гернрайх продал около 3 000 единиц продукции, но только в двух из них покупательницы решились показаться на публике. Первое монокини надела публично Кэрол Дода 22 июня 1964 в сан-францисском ночном клубе «Кондор» (внедрив тем самым эру клубного топлес в Соединенных Штатах), во втором появилась модель Тони Ли Шелли в июле 1964 года на пляже в Чикаго (она была задержана полицией).

## Дальнейшая история
Традиция загорать топлес достигла пика популярности в 1970-е годы. В 1980-е годы получает распространение ункини. Это разновидность монокини, представляющая собой обычные женские плавки без бюстгальтера (носимые наподобие мужских). Они могут выполняться как в виде обычных закрытых трусов, так и в виде стрингов (G-, T-, V- или даже С-типа) или танг. 

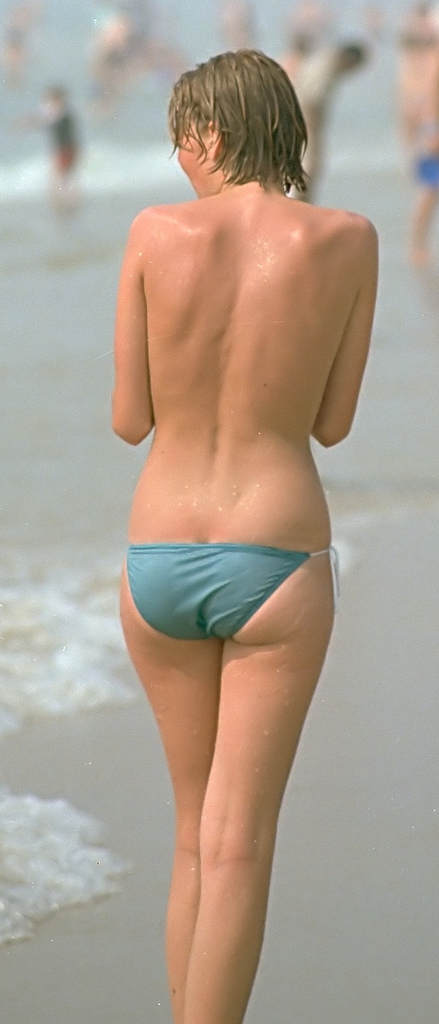
Бикини без верха.
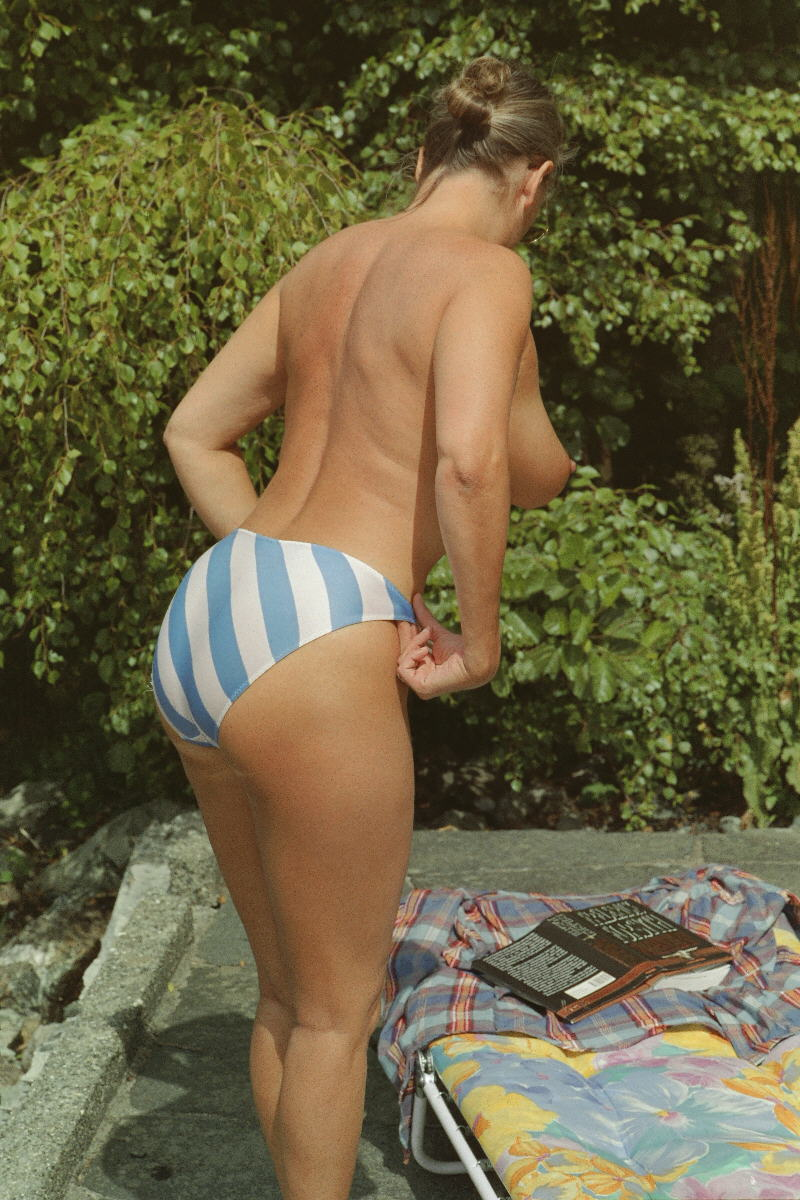
Монокини-плавки.
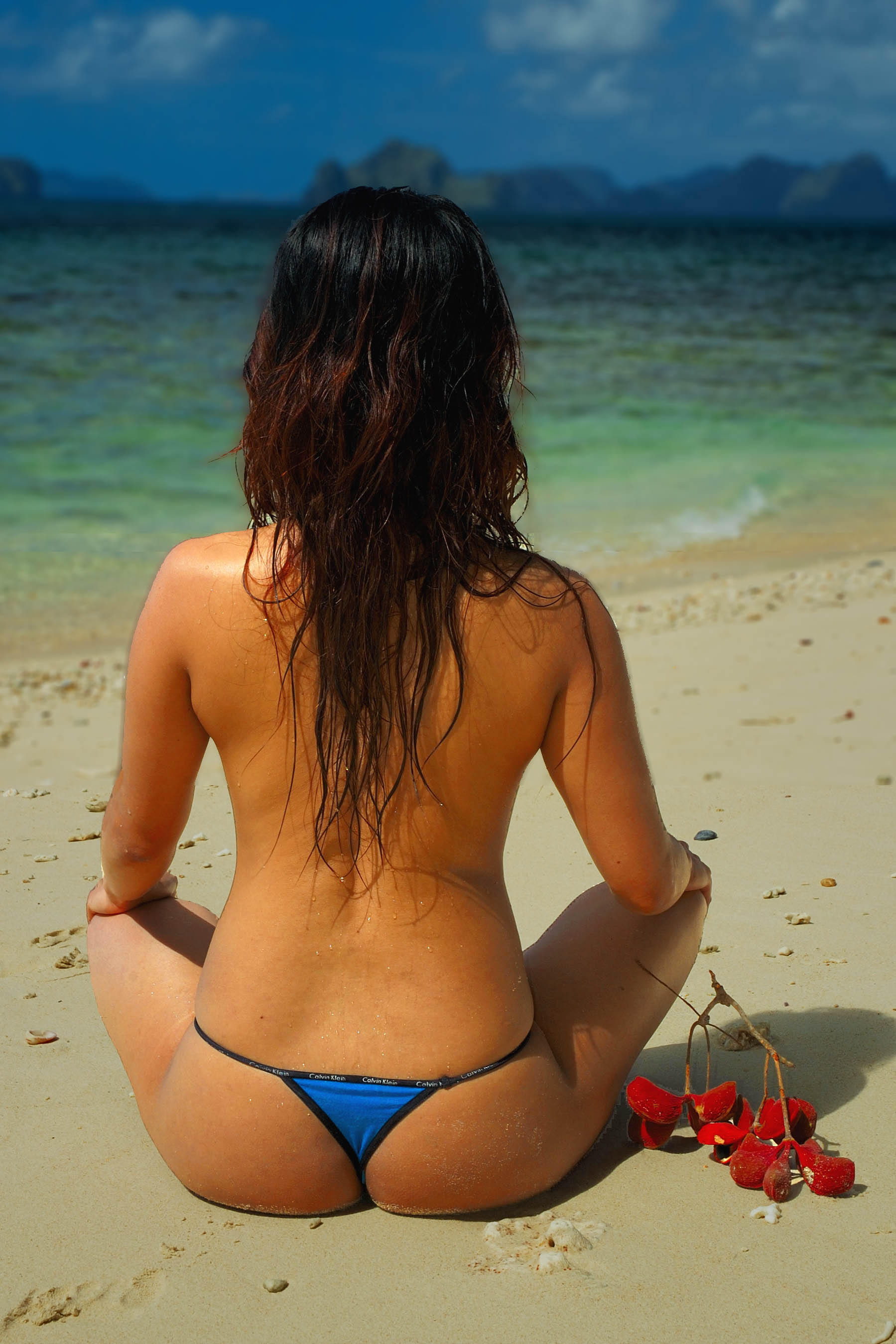
Монокини с трусиками-стрингами
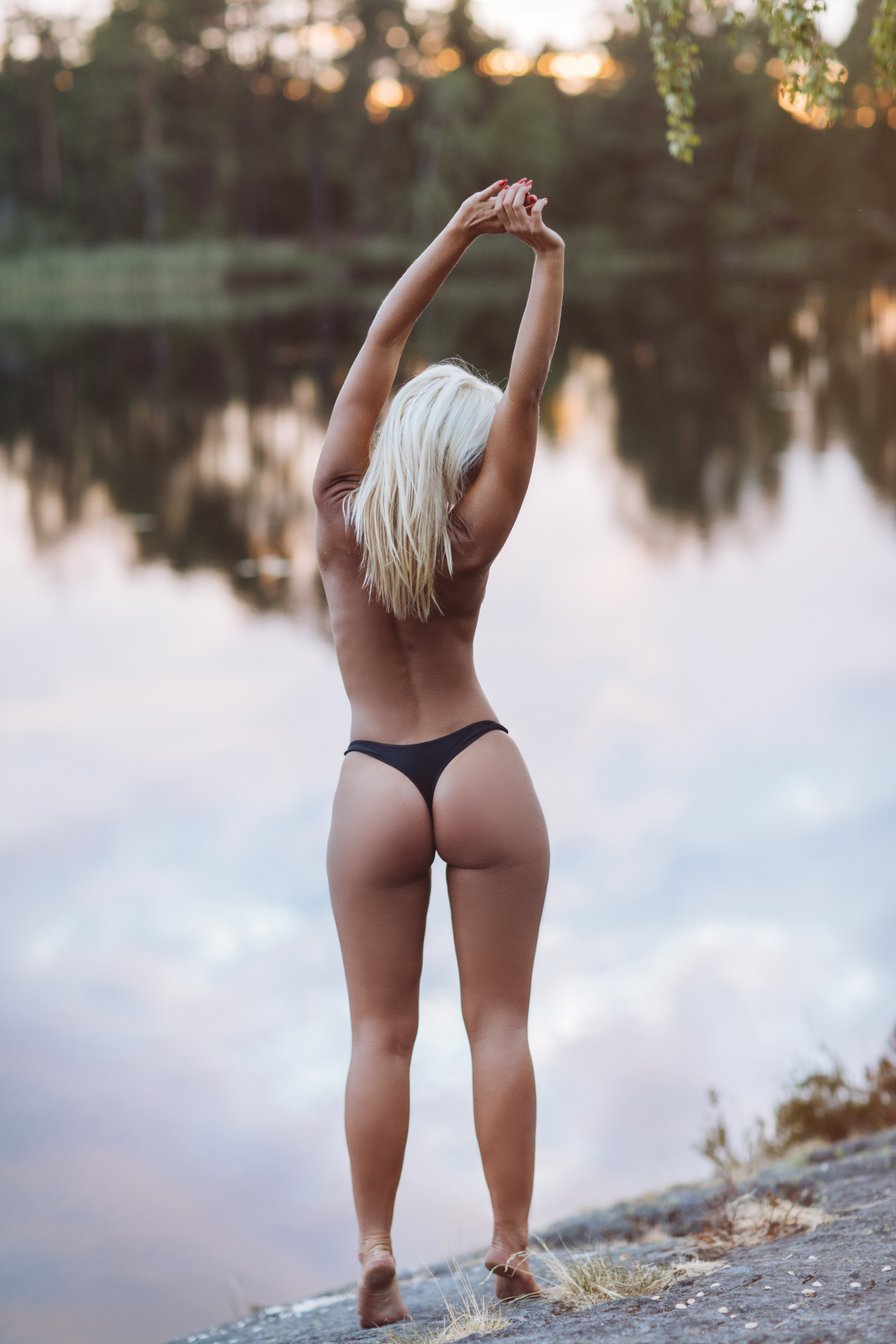
В виде танг.
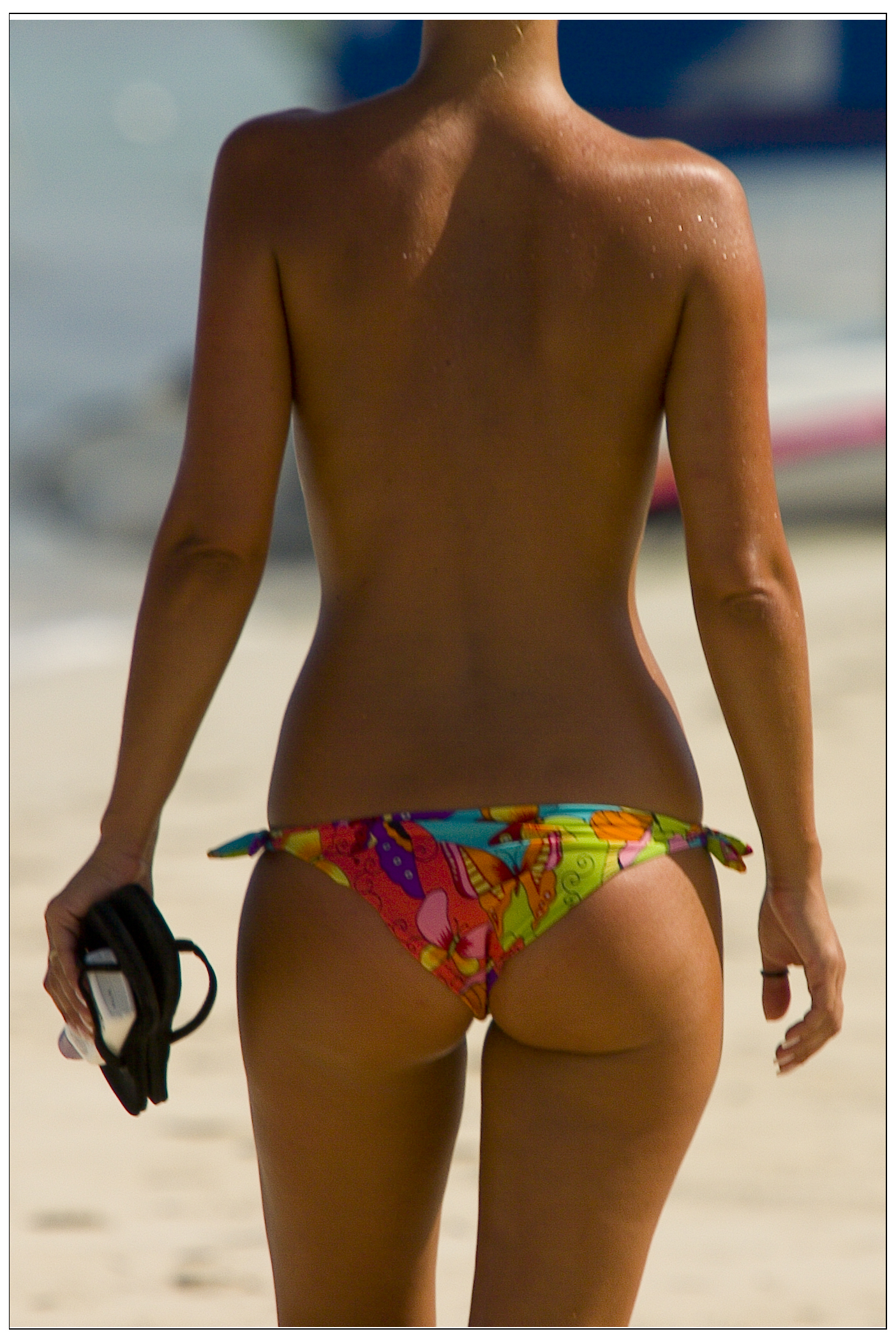
Женщина в плавках топлес на пляже
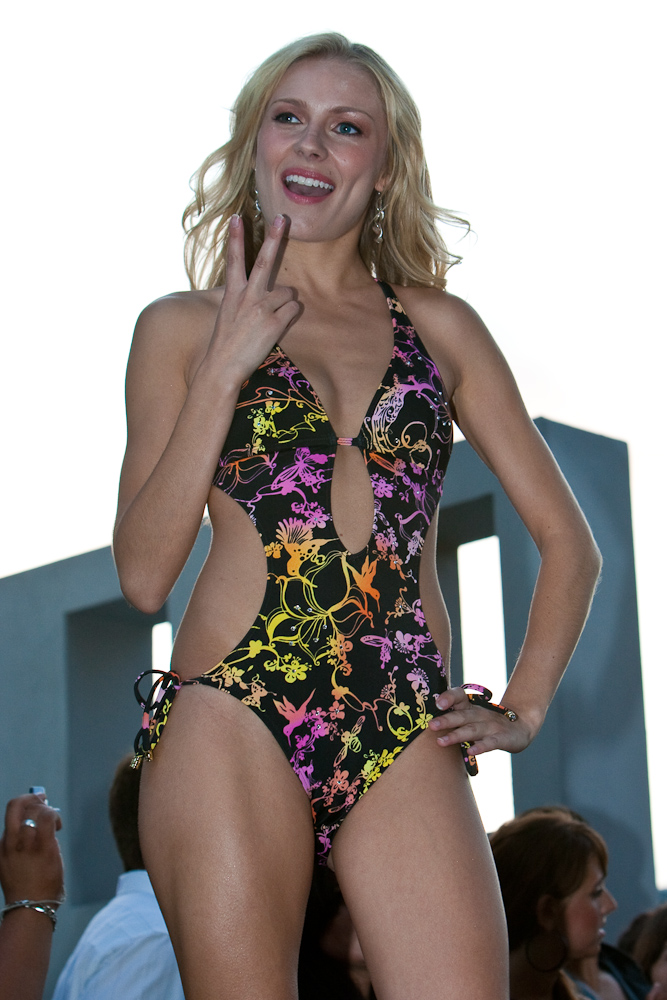
Совмещенный купальный костюм, также называемый "монокини".